# Aadorf
Aadorf (im einheimischen Dialekt jünger [ˈaːdo(ːr)fˑ], älter Oodereff [ˈɔːdərəfˑ]) ist eine Ortschaft und eine politische Gemeinde im Bezirk Münchwilen des Kantons Thurgau in der Schweiz.
Die seit 1996 bestehende politische Gemeinde Aadorf deckt sich räumlich weitgehend mit der Ende 1995 aufgehobenen gleichnamigen Munizipalgemeinde, welche die ehemaligen Ortsgemeinden Aadorf, Aawangen, Ettenhausen, Guntershausen und Wittenwil umfasste. Die zur früheren Ortsgemeinde Wittenwil gehörenden Siedlungen Heiterschen und Jakobstal wurden per 1996 der Einheitsgemeinde Wängi zugeteilt.

## Geographie
Die politische Gemeinde Aadorf setzt sich aus den Ortsgemeinden Aadorf, Aawangen, Ettenhausen, Guntershausen, Häuslenen und Wittenwil zusammen. Sie ist mit über 9700 Einwohnern (Stand: Ende Dezember 2024) die siebtgrösste Gemeinde im Thurgau und liegt an der Grenze zum Kanton Zürich. Durch Aadorf fliesst die Lützelmurg, ein westlicher Nebenfluss der Murg.
Aadorf grenzt im Norden an die Kantonshauptstadt Frauenfeld, im Westen an Hagenbuch, Elgg und Turbenthal (alle drei im Kanton Zürich), im Nordosten an Matzingen, im Osten an Wängi und im Süden an Bichelsee-Balterswil.

## Klima
In Strahlungsnächten im Winter wird beim Kloster Tänikon, wo die MeteoSchweiz eine Wetterstation betreibt, oft die tiefste Temperatur im Flachland des Schweizer Mittellands gemessen. Der absolute Tiefstwert war −29,9 °C am 12. Januar 1987.
Die Jahresmitteltemperatur für die Normalperiode 1991–2020 beträgt 9,1 °C, wobei im Januar mit 0,4 °C die kältesten und im Juli mit 18,4 °C die wärmsten Monatsmitteltemperaturen gemessen werden. Im Mittel sind hier rund 99 Frosttage und 23 Eistage zu erwarten. Sommertage gibt es im Jahresmittel rund 43, während normalerweise 7 bis 8 Hitzetage zu verzeichnen sind. Die Wetterstation liegt auf einer Höhe von 539 m ü. M.

### Klimatabelle
|                        | Jan  | Feb  | Mär  | Apr  | Mai  | Jun  | Jul  | Aug  | Sep  | Okt  | Nov  | Dez  |   |       |
| Mittl. Temperatur (°C) | 0,4  | 1,0  | 4,8  | 8,6  | 13,0 | 16,7 | 18,4 | 18,0 | 13,6 | 9,4  | 4,3  | 1,2  | ⌀ | 9,2   |
| Mittl. Tagesmax. (°C)  | 3,3  | 4,9  | 9,9  | 14,4 | 18,7 | 22,2 | 24,2 | 23,8 | 19,0 | 13,6 | 7,4  | 3,9  | ⌀ | 13,8  |
| Mittl. Tagesmin. (°C)  | −2,8 | −3,1 | −0,1 | 2,7  | 7,2  | 11,0 | 12,7 | 12,6 | 8,8  | 5,3  | 0,9  | −1,9 | ⌀ | 4,5   |
|                        |      |      |      |      |      |      |      |      |      |      |      |      |   |       |
| Niederschlag (mm)      | 75   | 71   | 80   | 85   | 125  | 124  | 124  | 126  | 91   | 89   | 83   | 97   | Σ | 1170  |
|                        |      |      |      |      |      |      |      |      |      |      |      |      |   |       |
| Sonnenstunden (h/d)    | 1,7  | 2,7  | 4,2  | 5,5  | 5,8  | 6,8  | 7,3  | 6,6  | 4,9  | 3,0  | 1,7  | 1,3  | ⌀ | 4,3   |
|                        |      |      |      |      |      |      |      |      |      |      |      |      |   |       |
| Regentage (d)          | 10,2 | 9,9  | 10,6 | 10,6 | 12,5 | 11,7 | 11,9 | 11,6 | 10,0 | 10,2 | 10,0 | 12,0 | Σ | 131,2 |
|                        |      |      |      |      |      |      |      |      |      |      |      |      |   |       |
| Luftfeuchtigkeit (%)   | 83   | 80   | 75   | 72   | 73   | 73   | 73   | 76   | 81   | 85   | 86   | 85   | ⌀ | 78,5  |

| −2,8 |

| −3,1 |

| −0,1 |

| 2,7 |

| 7,2 |

| 11,0 |

| 12,7 |

| 12,6 |

| 8,8 |

| 5,3 |

| 0,9 |

| −1,9 |

| −2,8 |

| −3,1 |

| −0,1 |

| 2,7 |

| 7,2 |

| 11,0 |

| 12,7 |

| 12,6 |

| 8,8 |

| 5,3 |

| 0,9 |

| −1,9 |

## Geschichte

Aadorf im Jahr 1929

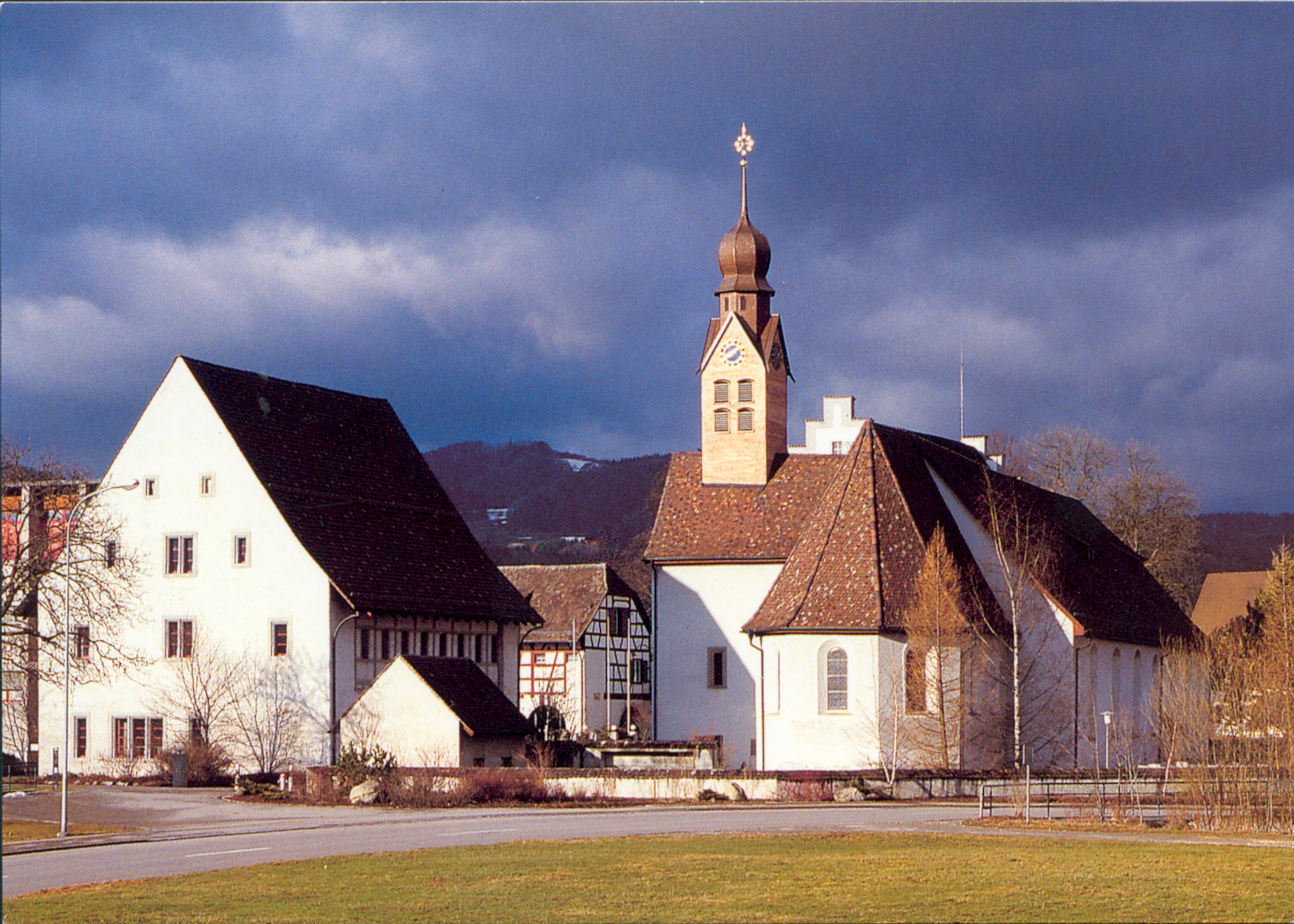
Kloster Tänikon

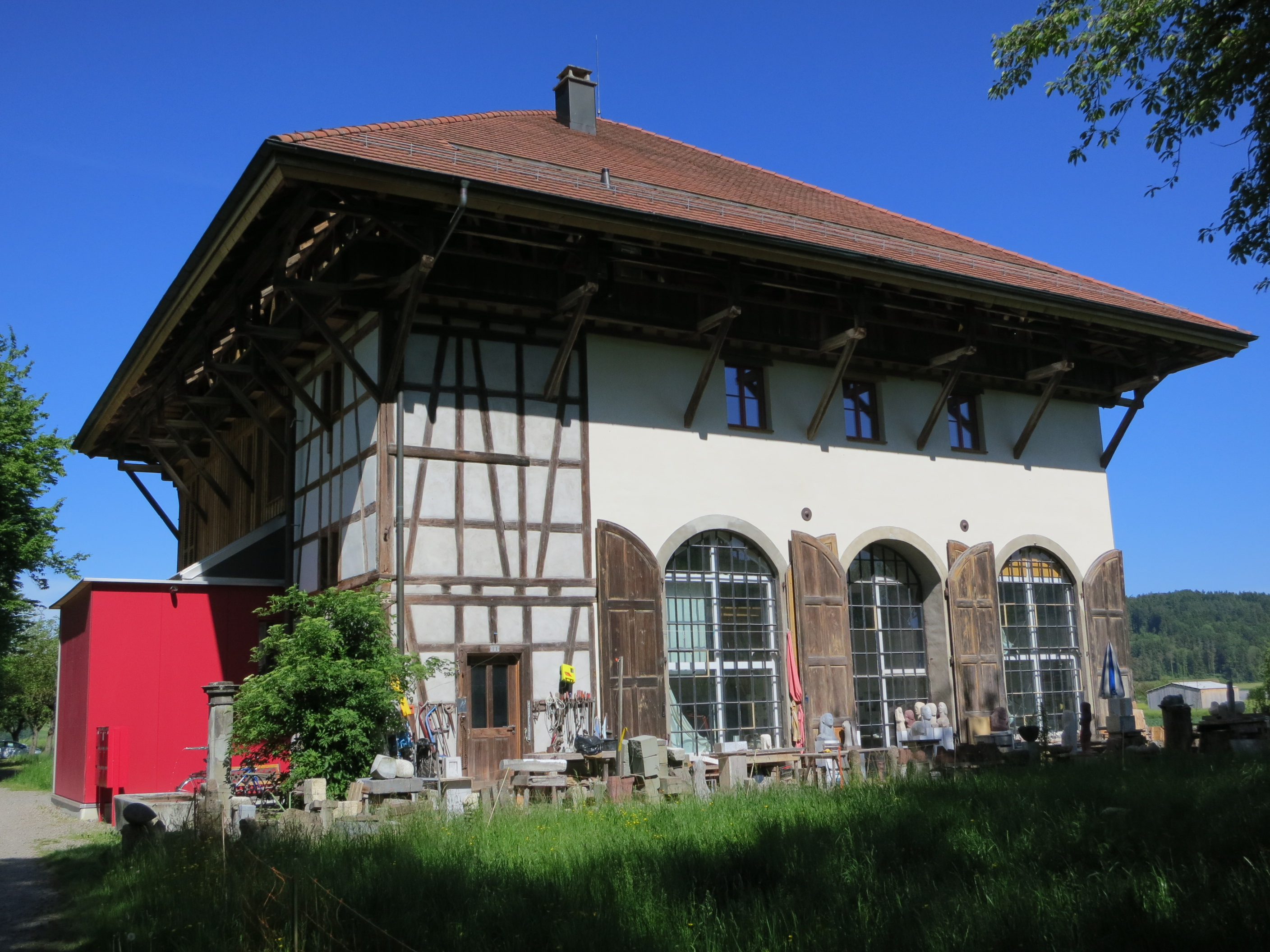
Der 1847 fertiggestellte Tröckneturm im Sulzerhof diente zum Trocknen der gefärbten Baumwolltücher.

Die ältesten Zeugnisse menschlicher Anwesenheit in der Gegend von Aadorf sind auf Bachwiesen gelegene Streufunde, z. B. Dolche, die aus der Bronzezeit stammen. Flachgräber der Hallstattzeit wurden entdeckt, die sich nahe Elgg und im Westen von Bruggwingert befinden. Auch gibt es vereinzelte Funde aus der Ära des Römischen Reichs. Zu Anfang des 5. Jahrhunderts wanderten die Alemannen in die Region ein und gründeten eine Siedlung. Ein frühmittelalterliches Gräberfeld des 7. und 8. Jahrhunderts liegt bei der Sonnhalde. Ab etwa 780 befand sich der Ort im Besitz der Grafen im Linzgau. Erstmals urkundlich erwähnt wird Aadorf 886 als Ahadorf (‚Dorf an der Aha, d. h. an der Lützelmurg‘) anlässlich der Nennung der dortigen um 840 gegründeten Kirche, die Eigenkirche der Linzgauer Grafen und dem heiligen Alexander geweiht war. Um 890 gliederte Graf Udalrich IV. der Kirche eine Kleriker-Gemeinschaft an, deren Aufgabe in der Pflege seines Gedenkens bestand und die der Graf 894 mit ihren Gütern unter die Herrschaft des Abtes von St. Gallen stellte. Dieser setzte hier später eigene Mönche ein. Anfang des 11. Jahrhunderts wurde die Klerikergemeinde schliesslich als Propstei des Klosters Sankt Gallen aufgehoben, doch blieb die Kirche zu Aadorf als Pfarrei weiterhin bestehen.
In den nächsten Jahrhunderten blieb Aadorf nur ein kleiner Ort. 1259 bekriegten sich hier Eberhard von Bichelsee und Walter von Elgg, die beide Gefolgsleute des Abtes Berchtold von St. Gallen waren. Mehrmals sah sich indessen die Abtei St. Gallen gezwungen, Aadorf zu verpfänden und dann jeweils wieder auszulösen. Spätestens 1304 ging so die Kollatur der Kirche zu Aadorf an die Herren von Bernegg über sowie anschliessend nach 1318 an Hermann von Hohenlandenberg-Greifensee. Letzterer übereignete den Kirchensatz am 24. Juni 1349 dem Kloster Rüti. Als sich die Landenberger verschuldeten, waren sie 1362 und 1364 genötigt, Aadorf an die Brüder Harzer von Konstanz zu verpfänden bzw. zu veräussern. Abt Kuno von Stoffeln erkaufte am 17. August 1394 für das Kloster St. Gallen wieder die grundherrlichen Rechte über Aadorf. Nach der ersten Phase der Appenzellerkriege veräusserte die Abtei St. Gallen 1413 diese Rechte einschliesslich des Niedergerichts an das Kloster Tänikon, in dessen Besitz Aadorf nun bis 1798 blieb. Im Juni 1469 trat eine Offnung für Aadorf in Kraft, in der erstmals die dortigen Rechtsverhältnisse aufgezeichnet waren.
Die Reformation konnte in Aadorf anfangs nicht Fuss fassen, doch kam es zu Weihnachten 1524 zum Diebstahl und der anschliessenden Zerstörung der in der Kirche aufbewahrten Kruzifixe und Bilder. Dieser Gewaltakt blieb ungesühnt, weil die Täter Untertanen der Zürcher Grafschaft Kyburg waren. Nach der Säkularisation des Klosters Rütli im Juni 1525 gelangte Zürich in den Besitz der Kollatur der Kirche von Aadorf. 1528–29 erfolgte im gesamten Ort die Einführung der Reformation; erster evangelischer Prädikant war Gebhard Gründer. Die Äbtissin von Tänikon konnte im Zuge der Gegenreformation ab 1608 wieder eine kleine katholische Gemeinde in Aadorf etablieren. Dies gelang ihr durch die ausschliessliche Zuteilung der dortigen zehn ihrem Kloster gehörigen Lehenhöfe an Katholiken. Zürich stimmte im August 1627 zu, dass die Katholiken Aadorfs wieder Messen abhalten durften.
Von den Auswirkungen des Toggenburgerkriegs war Aadorf 1712 insbesondere durch die längere Einquartierung von Zürcher Soldaten betroffen. In der Anfangsphase der Napoleonischen Kriege lieferten sich Österreicher und Franzosen am 14. Mai 1799 nahe Aadorf Vorpostengefechte. Auch litt der Ort damals unter Plünderungen. In der ersten Hälfte des 19. Jahrhunderts entwickelte sich in Aadorf eine erste Industrialisierung, und eine Baumwollspinnerei, eine Rotfärberei und eine Papiermühle entstanden. 1827 zerstörte ein verheerender Brand die Mühle und 14 weitere Häuser längs der Hauptstrasse. 1842 ordnete die Zürcher Regierung an, dass das von einigen Familien bewohnte sog. Aadorfer Feld von nun an zur Gemeinde Elgg gehören sollte. Diese Massnahme hatte später zur Folge, dass es infolge der Industrialisierung entlang der Lützelmurg 1861–69 zum Konflikt um dieses Gebiet kam, der zugunsten Elggs entschieden wurde. Der 1855 erfolgte Anschluss von Aadorf an das Eisenbahnnetz, infolge dessen der Ort Station an der Bahnlinie Winterthur-Wil wurde, begünstigte die weitere Entwicklung von Aadorf. Seit 1849 gab es in der Gemeinde ein eidgenössisches Postbüro, von 1864 bis 1897 eine Telegrafenstation, ab 1894 ein telefonisches Ortsnetz sowie ab 1905 elektrische Beleuchtung. Der Konkurs der Leih- und Sparkasse Aadorf 1910 schädigte die Bürgergemeinde stark. Der Textilindustrie folgten Betriebe der Metall- und Maschinenbranche, so 1882 die Rollladenfabrik Griesser, später auch Elektrotechnik und Elektronik.
→ siehe auch Abschnitte Geschichte in den Artikeln Aawangen, Ettenhausen TG, Guntershausen (Aadorf) und Wittenwil

## Wappen
Blasonierung: In Blau ein weisser, schräger Wellenbalken.
Das Gemeindewappen ist ein redendes Wappen (Aa bedeutet die Lützelmurg) in den Farben des Klosters Tänikon, das von 1413 bis 1798 die Herrschaft über das Dorf innehatte, und der Stadt Zürich, die die Kollatur besass.

## Bevölkerung
| Die zur Anzeige dieser Grafik verwendete Erweiterung wurde dauerhaft deaktiviert. Wir arbeiten aktuell daran, diese und weitere betroffene Grafiken auf ein neues Format umzustellen. (Mehr dazu) |

|                     | 1831   | 1850   | 1910   | 1941   | 1960   | 1990   | 2000  | 2010  | 2018  | 2023   |
| ------------------- | ------ | ------ | ------ | ------ | ------ | ------ | ----- | ----- | ----- | ------ |
| Politische Gemeinde |        |        |        |        |        |        | 7301  | 8047  | 9004  | 9437   |
| Munizipalgemeinde   |        | 2205   | 3224   | 3255   | 4106   | 6880   |       |       |       |        |
| Ortsgemeinde        | 446    | 736    | 1524   |        | 2258   | 3850   |       |       |       |        |
| Quelle              | [ 13 ] | [ 13 ] | [ 13 ] | [ 13 ] | [ 13 ] | [ 13 ] | [ 7 ] | [ 7 ] | [ 7 ] | [ 16 ] |

Von den insgesamt 9437 Einwohnern der Gemeinde Aadorf am 31. Dezember 2023 waren 1593 bzw. 16,9 % ausländische Staatsbürger. 2790 (29,6 %) waren evangelisch-reformiert und 2578 (27,3 %) römisch-katholisch. Die Ortschaft Aadorf zählte zu diesem Zeitpunkt 5459 Bewohner.

## Wirtschaft
Im Jahr 2016 bot Aadorf 2836 Personen Arbeit (umgerechnet auf Vollzeitstellen). Davon waren 3,1 % in der Land- und Forstwirtschaft, 46,1 % in Industrie, Gewerbe und Bau sowie 50,8 % im Dienstleistungssektor tätig.
Eines der bedeutendsten Unternehmen ist die Griesser AG, mit (Stand 2021) rund 400 Mitarbeitern in Aadorf.
→ siehe auch Abschnitt Wirtschaft und Infrastruktur im Artikel Guntershausen (Aadorf)

## Verkehr
Aadorf verfügt über einen Bahnhof an der SBB-Linie St. Gallen – Zürich, welcher durch die S 12 Brugg – Altstetten – Zürich HB – Stettbach – Winterthur – Schaffhausen/Wil  und die S 35 Winterthur – Wil  der regionalen SBB-Tochter Thurbo im Halbstundentakt bedient wird. Im Nachtnetz am Wochenende verkehrt die SN21 Winterthur – Wil – St. Gallen . Vom Bahnhof Aadorf führt eine Postautolinie nach Frauenfeld und nach Ettenhausen. Aadorf hat keinen eigenen Anschluss an die Autobahnen A1 und A7. Diese sind in Matzingen (A1) und in Attikon (A7).

## Sehenswürdigkeiten
Sehenswert ist die katholische Kirche St. Alexander. Sie wurde in den Jahren 1863–1865 nach Plänen von Joachim Brenner und Johann Christoph Kunkler unter Verwendung des Turmschafts von 1478 neu gebaut. Im Innern sind Glasgemälde von Ferdinand Gehr zu sehen.
Auf dem Gemeindegebiet von Aadorf liegt auch das ehemalige Kloster Tänikon, heute eidgenössische landwirtschaftliche Forschungsanstalt.

## Persönlichkeiten
- Martin Metzger (1925–1994), Radrennfahrer
- Hans Hess (1932–2022), Erfinder und Pionier im Bereich moderner Sportbekleidung; Atelier und Unternehmen in Aadorf
- Manuela Zehnder (* 1983), Squashspielerin
- Alessio Cazzetta (* 1988), italienisch-südafrikanischer Fusion- und Jazzmusiker
- Noah Blasucci (* 1999), schweizerisch-italienischer Fussballspieler

## Bilder

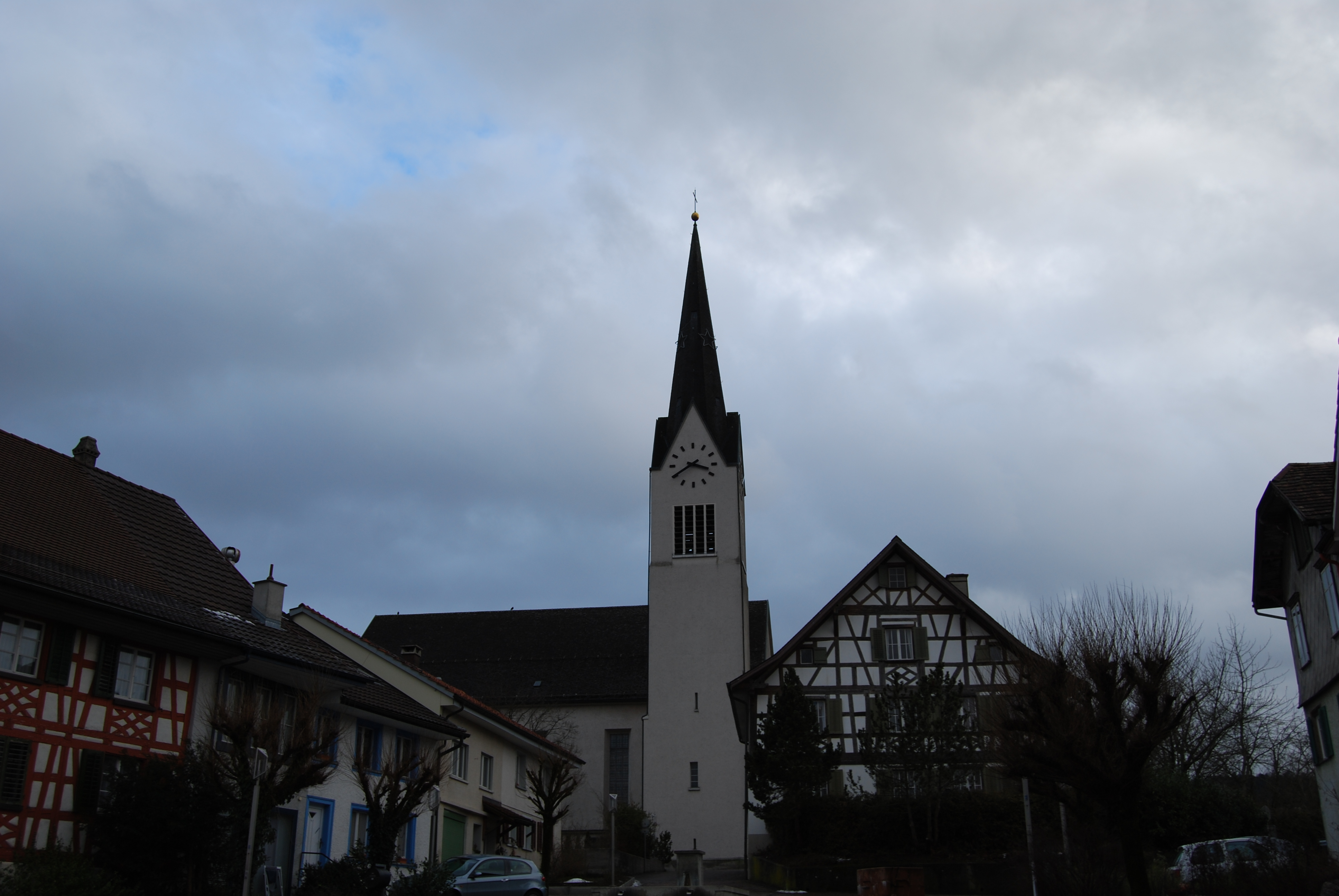
Katholische Kirche
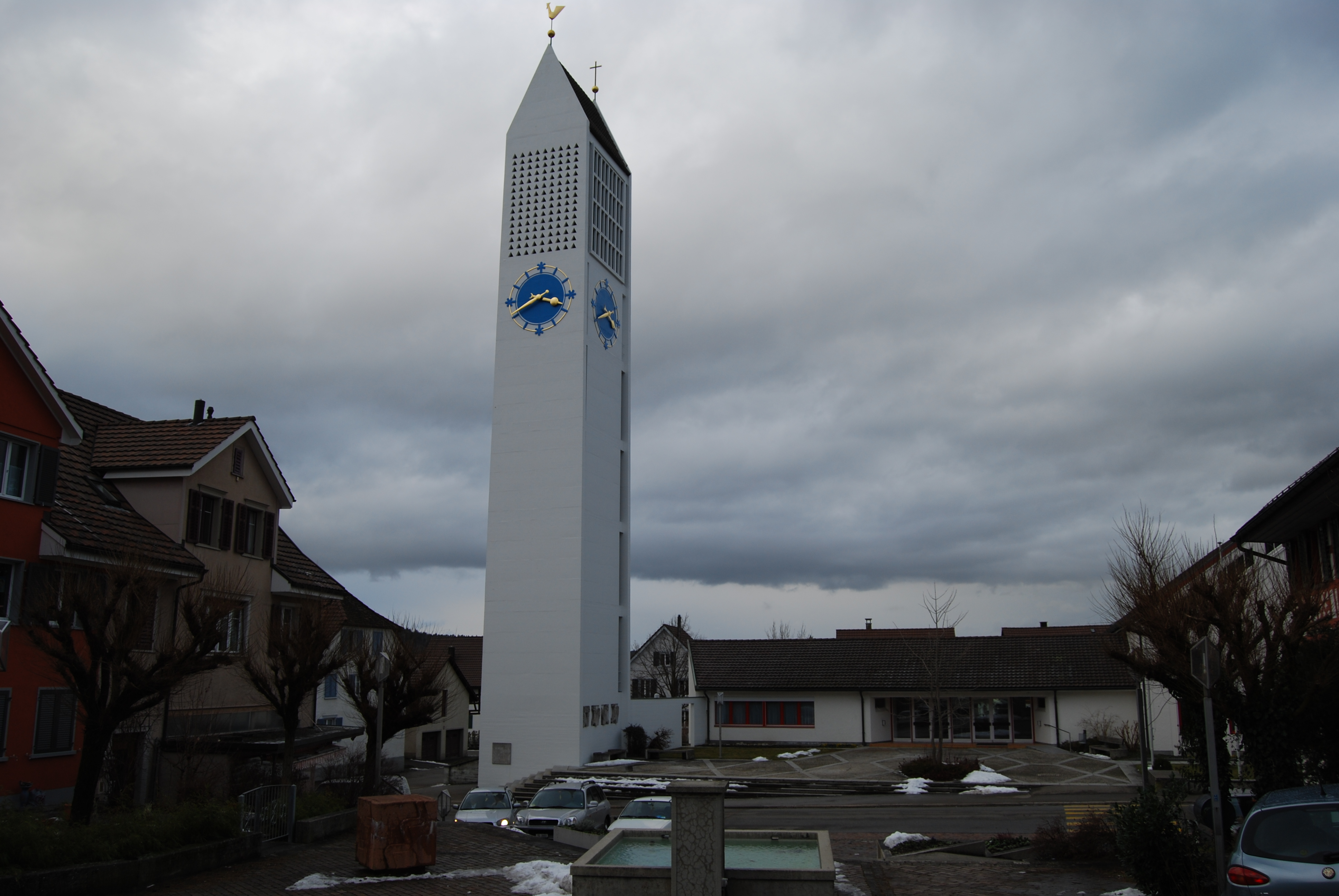
Evangelische Kirche
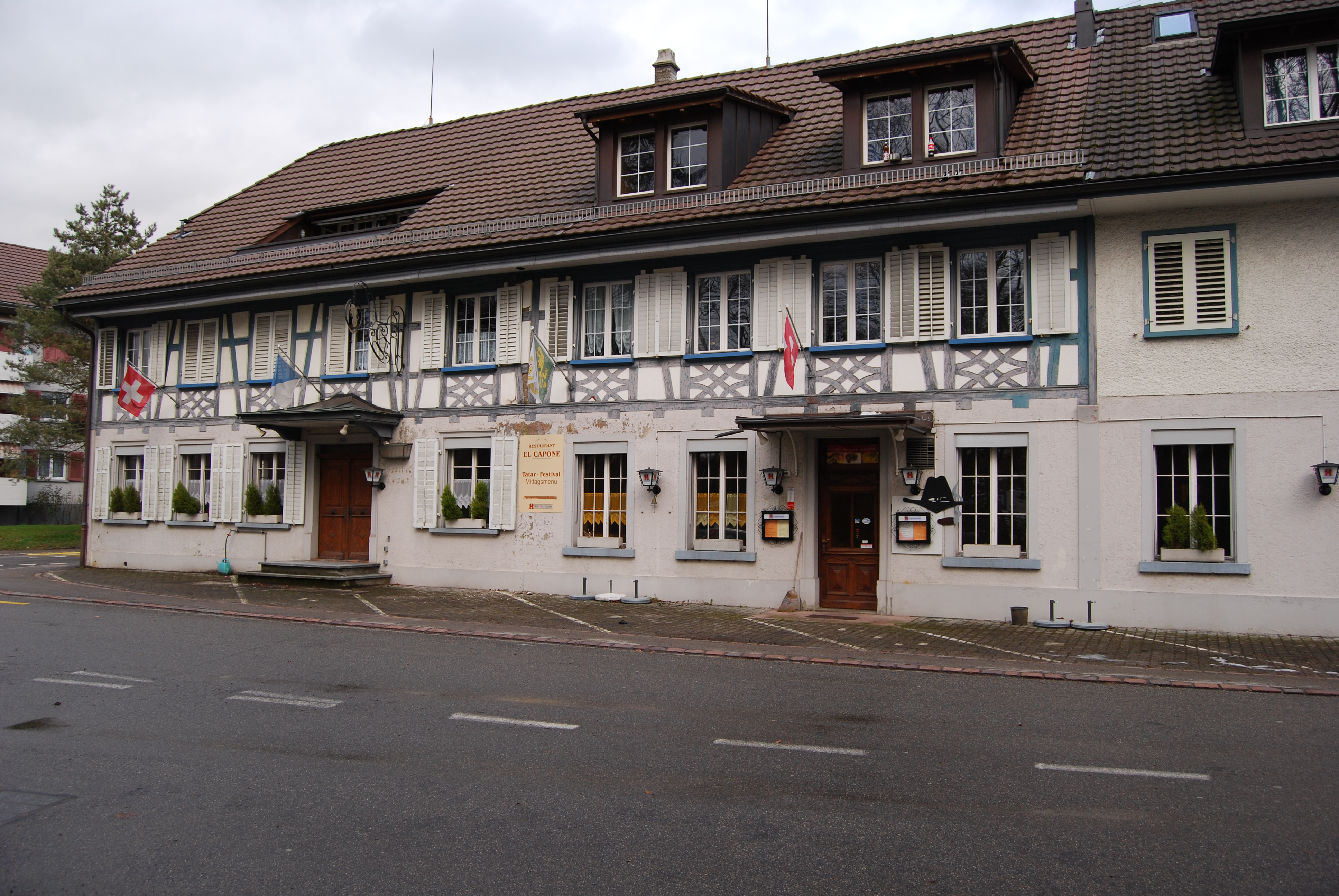
Restaurant El Capone, altes Fachwerkgebäude
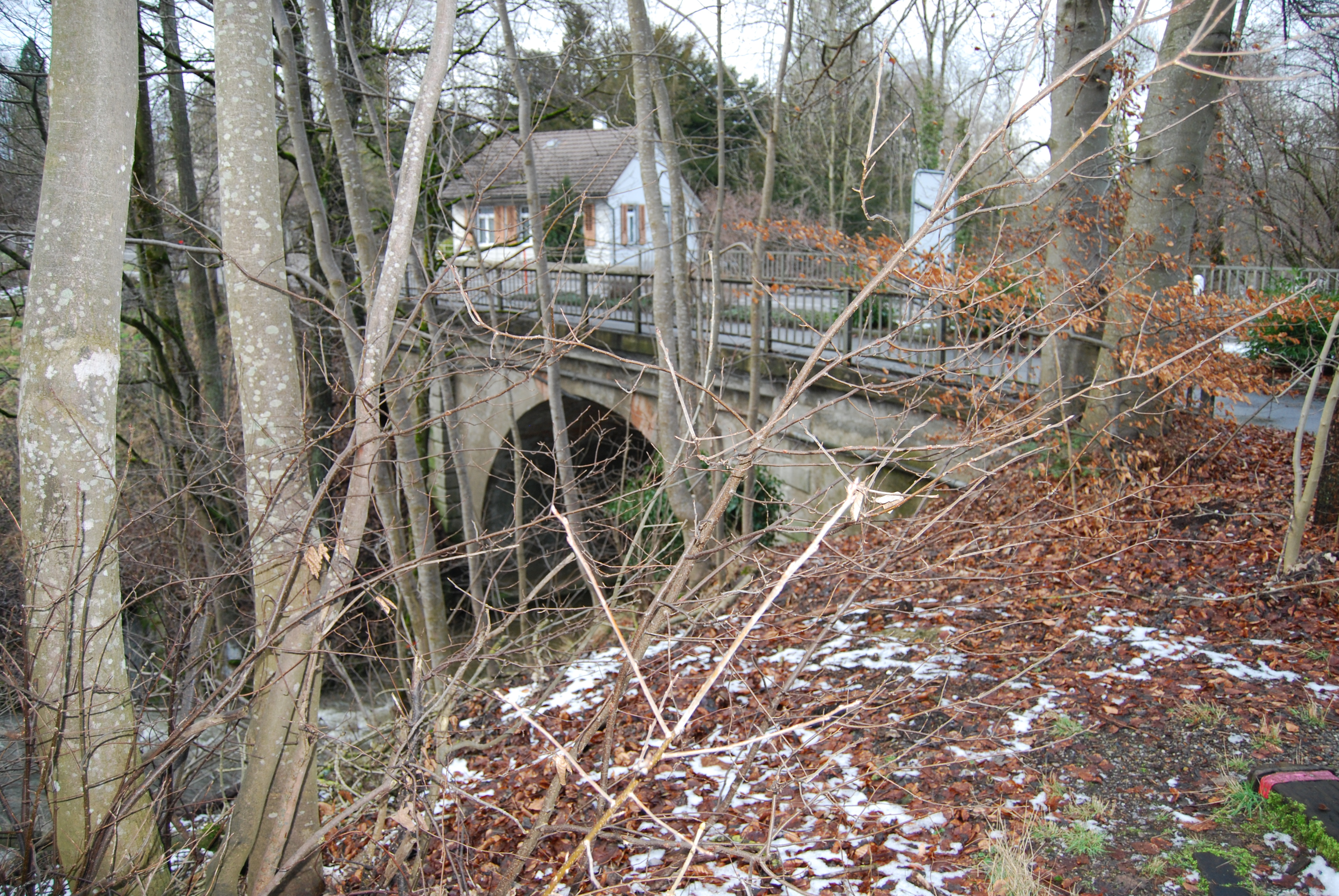
Brücke über die Lützelmurg
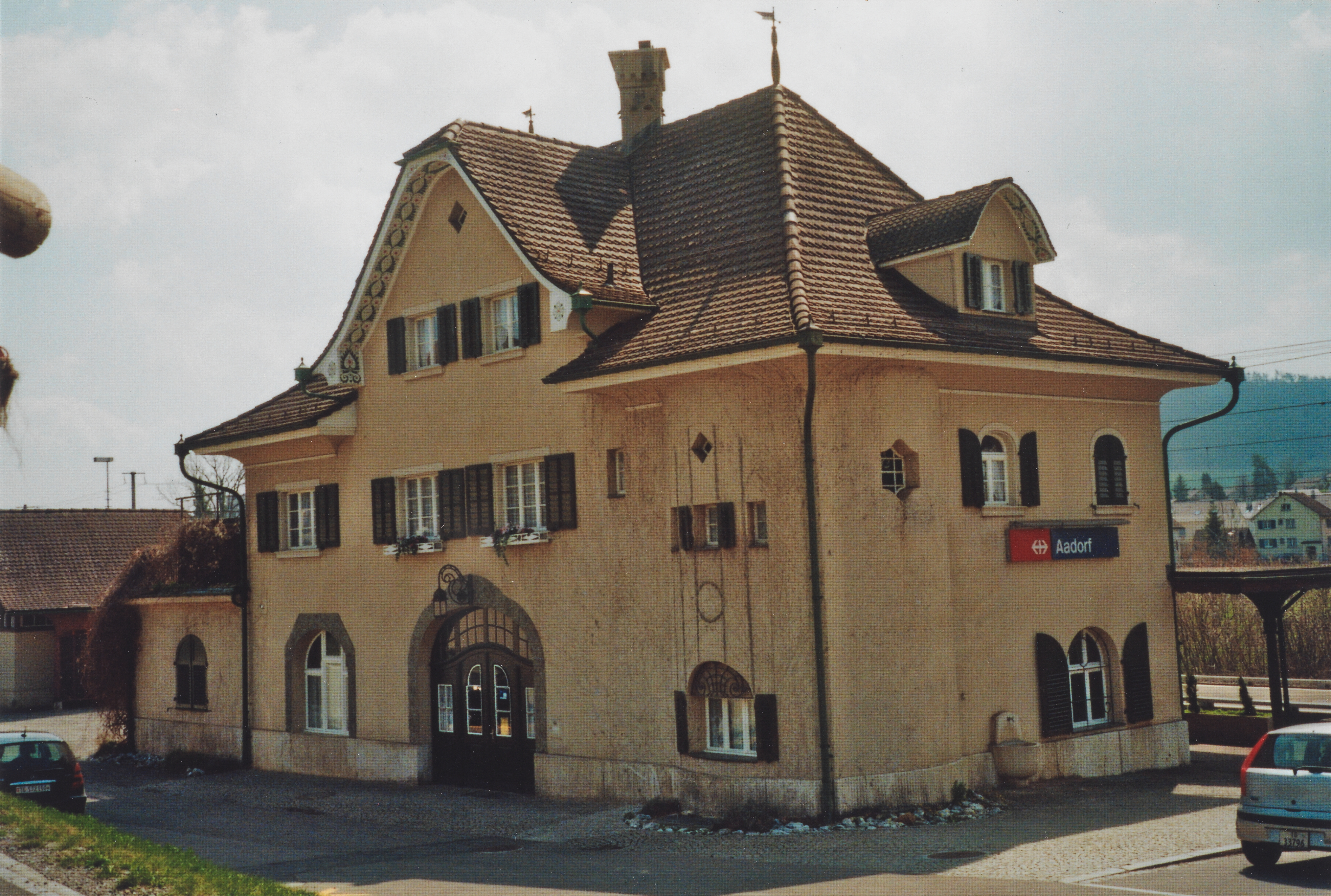
Bahnhof Aadorf (2009)